# Luigi Ferdinando Marsigli
Pour les articles homonymes, voir Marsigli.
 (avril 2025).
Luigi Ferdinando Marsigli (ou Marsili) (10 juillet 1658, Bologne – 1er novembre 1730, Bologne), comte de Marsigli, est un scientifique et militaire  italien de la fin du XVIIe et du début du XVIIIe siècle, qui fut tout à la fois géographe, naturaliste, géologue et botaniste.

## Jeunesse

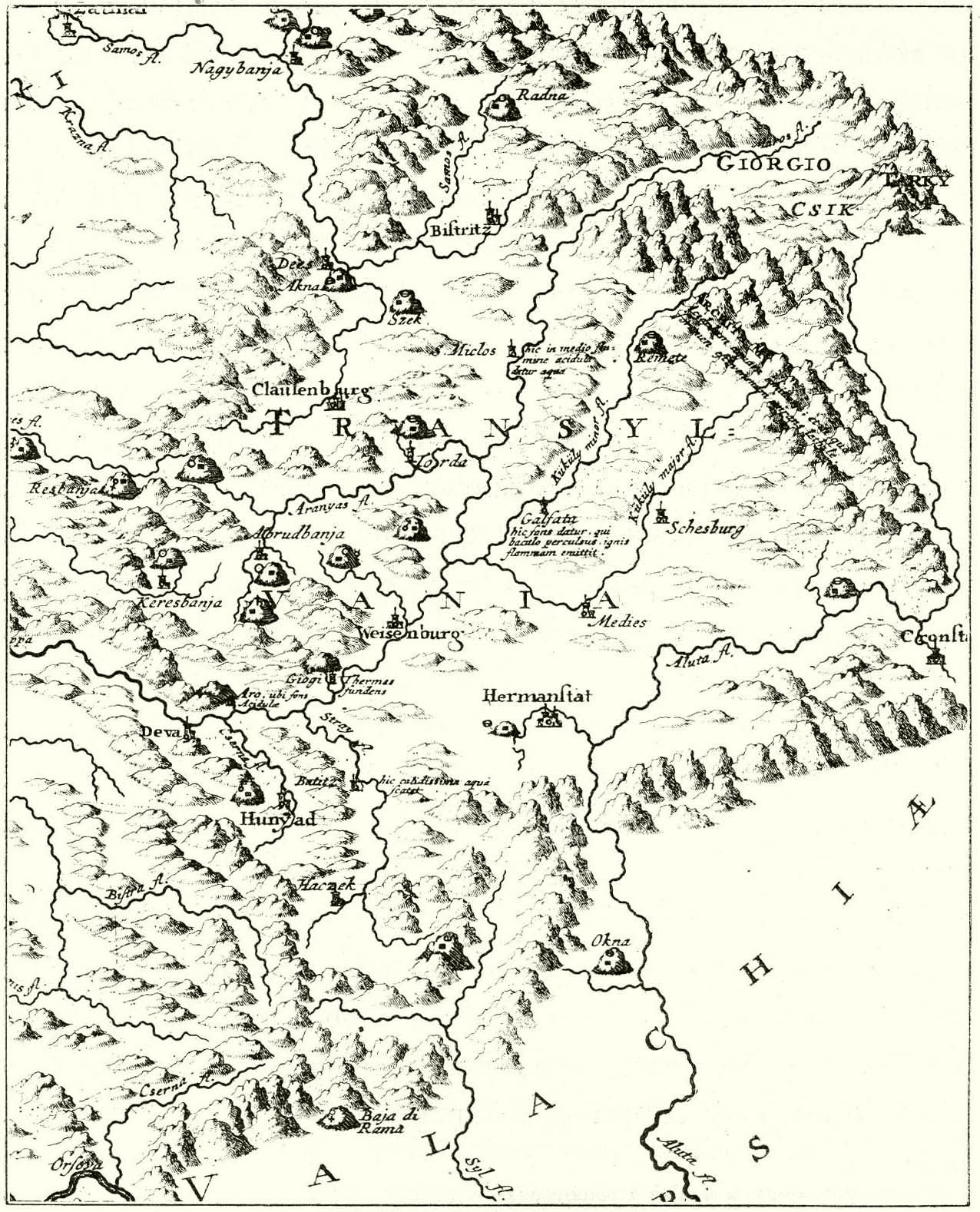
Carte minière du nord de la Transylvanie (Roumanie), publiée en 1726 dans le Danubius Pannonico-Mysicus,.

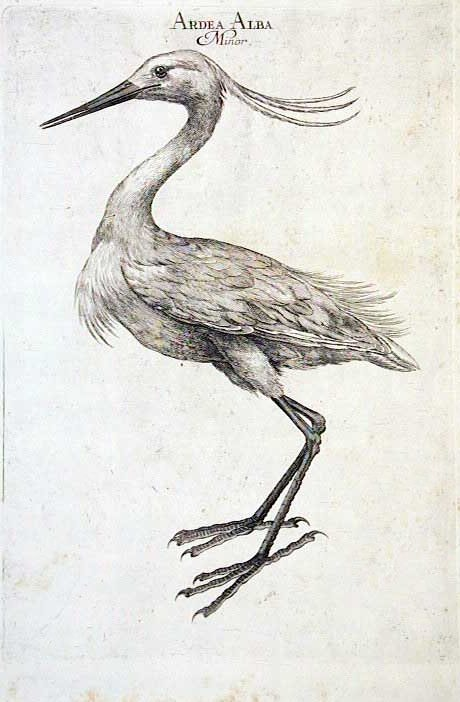
Héron Ardea Alba, d'après un dessin de Raimondo Manzini, publié dans le Danubius Pannonico-Mysicus.

Luigi Ferdinando Marsigli naît à Bologne le 10 juillet 1658, d’une famille patricienne. Il reçut, sous les yeux mêmes de ses parents, une éducation conforme à sa naissance, mais bien incomplète pour un homme qui n’avait d’autre passion que celle de s’instruire. Il alla ensuite chercher les plus illustres savants de l’Italie, et, guidé par eux, fit de rapides progrès dans les mathématiques, l’anatomie et l’histoire naturelle. 

## Empire Ottoman
A l’âge de vingt ans, il profita d’une occasion favorable pour aller à Constantinople ; et, dans le même temps qu’il examinait en philosophe le Bosphore de Thrace, il recueillait des notes sur les forces militaires des Ottomans et la discipline de leurs armées. De retour en Italie, il alla, en 1682, offrir ses services à l’empereur Léopold, dont les Turcs menaçaient les frontières : il voulait apprendre, par son expérience, leur manière de combattre. Il proposa d’arrêter leurs excursions par des lignes sur le Rab, et obtint, en 1683, le commandement d’une compagnie chargée de défendre le passage de cette rivière. Blessé le 2 juillet dans une action assez vive, il fut fait prisonnier par les Tartares, et vendu à un pacha, qu’il suivit au siège de Vienne, dont il put voir toutes les opérations. Son maître ayant été empoisonné, il tomba entre les mains de deux soldats turcs qui le conduisirent au pied du mont Rama, et l’employèrent à la culture de leur champ ; il parvint à informer ses parents de son sort, et fut racheté en 1684.

## Retour en Italie
Il se hâta de retourner à Vienne reprendre son emploi ; il fut chargé de fortifier quelques places, entre autres Strigonie, de diriger les travaux du siège de Buda, de surveiller la construction d’un pont sur le Danube, et fut récompensé de ses services par le grade de colonel qu’il obtint en 1690. La même année, Marsigli reçut deux fois l’honorable mission d’aller à Rome informer le pape des succès des armées chrétiennes. La paix de Karlowitz ayant mis fin à une guerre longue et meurtrière, il fut nommé commissaire de l’empereur pour la délimitation des frontières de la Dalmatie ; et il rapporta de Constantinople un grand nombre de manuscrits orientaux. Il retrouva aussi les deux Turcs qui avaient adouci son esclavage, et leur témoigna sa reconnaissance avec une sensibilité qui fait l’éloge de son cœur. Marsigli employait les loisirs que laisse le métier de la guerre à étudier l’histoire naturelle des pays qu’il parcourait : il avait formé une collection des productions des différents règnes, et il y avait joint des plans, des cartes et des notes intéressantes. 

## Guerre d'Espagne
La succession d’Espagne ralluma la guerre en 1701. Nommé général de bataille, ce fut en cette qualité qu’il fut employé à la défense de Brisach, sous les ordres du comte d’Arco. Cette place importante, après treize jours de tranchée ouverte, demanda à capituler, et ouvrit ses portes au duc de Bourgogne le 6 septembre 1703. L’empereur, persuadé qu’elle aurait pu faire une plus longue résistance, chargea une commission d’examiner la conduite des généraux. Elle condamna le comte d’Arco à être décapité, et Marsigli à subir la dégradation la plus humiliante. Cette sentence, qu’il ne put parvenir à faire réformer, fut cassée par l’opinion publique ; et Marsigli, fort du témoignage de sa conscience.

## Italie
Il trouva dans la culture des sciences des consolations à des malheurs non mérités. Il parcourut la Suisse en naturaliste, examinant la direction des chaînes de montagnes et les substances dont elles sont formées ; il vint ensuite à Paris, où, selon Fontenelle, il ne trouva pas moins de quoi exercer sa curiosité, quoique d’une manière différente. Après avoir visité les provinces de France, il s’arrêta à Marseille pour étudier la mer. Étant un jour sur le port, il reconnut, parmi les galériens, le Turc qui l’attachait toutes les nuits à un pieu pendant son esclavage : il demanda sa liberté, et fut assez heureux pour l’obtenir. Cet homme s’embarqua pour Alger, d’où il instruisit son libérateur que, sur ses instances, le traitement des esclaves chrétiens avait été adouci. Il semble, ajoute Fontenelle, que la fortune imitât un auteur de romans, qui aurait ménagé des rencontres imprévues et singulières en faveur des vertus de son héros. 
Il fut rappelé à Rome en 1708, par le pape Clément XI, qui lui confia le commandement de ses troupes : mais les craintes de guerre que l’on avait s’étant dissipées, il refusa les offres que lui faisait le pape pour le retenir, et revint à Marseille reprendre la suite de ses observations. Quelques affaires domestiques l’ayant obligé de retourner à Bologne, il fit don au sénat de cette ville, par un acte du 11 janvier 1712, de ses collections d’instruments de physique, de cartes et d’objets d’histoire naturelle, sous la condition que la garde en serait remise à un corps savant, dont il rédigea lui-même les statuts. Telle est l’origine de l’institut des sciences et des arts de Bologne. 

## Académie des sciences et fin de vie
En 1715, Marsigli fut nommé associé étranger de l’Académie des sciences de Paris ; et il y eut ceci de remarquable dans son admission, c’est que l’Académie, ayant présenté, suivant l’usage, deux candidats au roi, il ne voulut point faire de choix entre eux, et ordonna que tous deux seraient de l’Académie, parce que la première place d’associé étranger qui vaquerait ne serait pas remplie (Fontenelle). Le désir d’accroitre encore les collections qu’il avait léguées à l’institut de Bologne engagea Marsigli, déjà avancé en âge, à visiter l’Angleterre et la Hollande pour y faire ses savantes emplettes. De retour à Bologne, il y établit une imprimerie qu’il fournit de caractères orientaux, et la légua aux religieux dominicains, à la charge d’imprimer les ouvrages des membres de l’institut, sans rien exiger que le remboursement des frais.
Après avoir rempli toutes ses intentions, il retourna encore dans sa retraite de Provence ; mais ayant essuyé une attaque d’apoplexie en 1729, il revint à Bologne, où il mourut le 1er novembre 1730, emportant les regrets de tous ses concitoyens. Marsigli était membre de la Royal Society de Londres et de l’académie de Montpellier.

## Œuvres

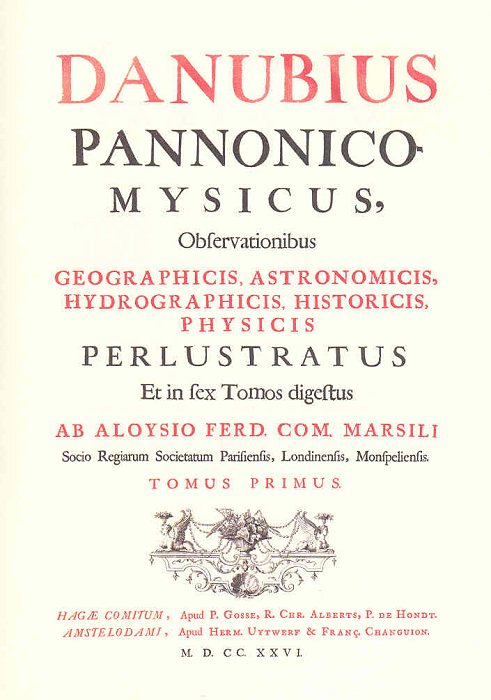
Luigi Ferdinando Marsili, Danubius Pannonico-Mysicus, volume 1er, 1726

On trouvera la liste de ses ouvrages, au nombre de vingt, dans les Mémoires de Niceron, t. 24. Les plus remarquables sont :
- Osservazioni intorno al bosforo Tracio overo canale di Constantinopoli, Rome, 1681, in-fol. C’est une lettre adressée à la fameuse Christine, reine de Suède.
- Dissertatio de generatione fungorum, etc., ibid., 1714, in-fol., fig. ; rare et curieuse ;
- Brieve ristretto del Saggio fisico intorno alla storia del mare, Venise, 1711, in-fol. ; trad. en français par Leclerc, sous ce titre : Histoire physique de la mer, Amsterdam, 1725, in-fol. avec 40 planches. Cet ouvrage est rempli de recherches curieuses et singulières. L’auteur avait promis une suite qui devait comprendre la description des poissons de la Méditerranée ; mais elle n’a point paru.
- Danubius Pannonico-Mysicus observationibus geographicis, astronomicis, hydrographicis, historicis, physicis, perlustratus, la Haye, 1726, 6 vol. in-fol. max., tiré à trois cent soixante-quinze exemplaires ; trad. en français, ibid., 1754, in-fol., tiré à deux cent cinquante exemplaires. On a extrait de cet ouvrage les trente et une cartes qui renferment le cours du Danube, depuis la montagne de Kahlenberg en Autriche, jusqu’au confluent de la rivière Jantra, dans la Bulgarie : elles ont été publiées, avec une préface, par Bruzen de la Martinière, la Haye, 1741, grand in-fol. Cet ouvrage, rare et curieux, est magnifiquement imprimé. Les amateurs recherchent l’édition latine, parce qu’elle a l’avantage de contenir les premières épreuves des figures. Le premier volume renferme la description du cours du Danube, depuis sa source jusqu’à son embouchure ; le second, les antiquités qu’on voit aux environs de ce fleuve ; le troisième, les minéraux qu’on trouve sur ses bords ; le quatrième, les poissons qui arrivent dans son cours ; le cinquième, les oiseaux qui fréquentent ses rivages ; et le sixième, des observations sur la source de ce fleuve, sur la rapidité de ses eaux comparée à celle de la Tisza, sur les oiseaux dont il est parlé dans le cours de l’ouvrage ; suit le catalogue des plantes qui croissent sur les bords du Danube, et des quadrupèdes qui les habitent, etc.
- État militaire de l’empire ottoman, ses progrès et sa décadence, en français et en italien, Amsterdam et la Haye, 1732, in-fol., avec 44 planches, dont une carte de l’empire ottoman dressée par Abubekir-Efendi, avec les noms en turc. L’ouvrage est terminé par une invitation aux princes chrétiens de se réunir contre un ennemi qui n’a d’imposant que son ancienne réputation, mais qui ne résisterait pas aux armées disciplinées de l’Europe.

## Postérité
L’éloge de Marsigli, par Fontenelle, a été imprimé dans les Mémoires de l’Académie des sciences, année 1730. Voyez les Mémoires sur la vie de M. le comte de Marsigli, par L. D. C. H. D. Quincy, Zurich, 1741, 4 part. in-8°.

## Œuvres
(Liste partielle)
- (it) Osservazioni interne al Bosforo Tracio (Rome, 1681) ;
- (la) Dissertatio de generatione fungorum ad J. M. Lancisium … Cui accedit ejusdem responsio, una cum Dissertatione de Plinianæ Villæ ruderibus, atque Ostiensis litoris incremento (1714) — Lettre de Marsigli, réponse de Lancisi, dissertation de ce dernier.
- Histoire physique de la mer (Amsterdam, 1725) ;
- (la) Danubius Pannonico-mysicus, observationibus... (La Haye, 1726) ;
- L'État militaire de l'empire ottoman (Amsterdam, 1732) ;
- Description du Danube, depuis la montagne de Kalenberg en Autriche, jusqu'au confluent de la rivière Jantra dans la Bulgarie (La Haye, 1744).